# ضریب واتکینز
ضریب واتکینز، نسبت کل زمان ظهور یک ماده حساس عکاسی، به زمان ظاهر شدن نخستین نشانه‌های تصویر است.

## واژه‌نامه
1. ↑  Watkinz factor